# Pegaeophyton
Pegaeophyton es un género de plantas fanerógamas de la familia Brassicaceae. Comprende nueve especies. 

## Especies
| - Pegaeophyton angustiseptatum - Pegaeophyton bhutanicum - Pegaeophyton garhwalense - Pegaeophyton minutum - Pegaeophyton nepalense | - Pegaeophyton scapiflorum - Pegaeophyton sinense' - Pegaeophyton sulphureum - Pegaeophyton watsonii |

- Datos: Q9057818